# Infinite
Pour les articles homonymes, voir Infinite (homonymie).
Albums de Eminem
The Slim Shady EP
(1997)
Infinite est le premier album studio du rappeur américain Eminem, sorti le 12 novembre 1996 sur le label Web Entertainment. L'album a été enregistré dans le studio de Jeff et Mark Bass de leur label Bassmint. L'album est produit par Kon Artis et Proof, deux rappeurs qui fondent à la même période le collectif D12. Les rappeurs Proof, Kon Artis, Eye-Kyu, Three et Thyme prêtent leurs voix sur cet opus. L'album s'est écoulé à seulement 1 000 exemplaires. Les rares critiques qu'il a reçues sont mitigées, certains critiquant la production et la ressemblance du flow d'Eminem avec Nas ou AZ tandis que d'autres appuient sur la qualité de parolier du rappeur de Détroit. Les copies de l'album avaient une valeur allant de 130 à 200 dollars en raison de la rareté et de la faible production de ceux-ci. Le succès que rencontre Eminem dans la suite de sa carrière donne un peu de visibilité au premier album de celui-ci.

## Genèse et composition
Marshall Mathers, mieux connu sous le nom de scène Eminem, signe en 1992 sur le label FBT Productions dirigé par les frères Mark et Jeff Bass. Eminem cuisinait et entretenait les locaux du restaurant Gilbert's Lodge à Saint Clair Shores, dans la banlieue de Détroit. Il était employé pour le salaire minimum. En 1996, le premier album du rappeur intitulé Infinite, enregistré au studio "Bassmint" tenu par les frères Bass, sort sur leur label indépendant, Web Entertainment. Eminem a été encouragé à faire cet album car certains voyaient en lui une ressemblance avec le rappeur AZ. Kon Artis produit l'intégralité de l'album tandis que Proof est chargé des arrangements de batterie. Les trois rappeurs créent la même année le groupe D12 qui connaîtra le succès en 2001 avec l'album Devil's Night.
Eminem a composé la chanson Infinite de manière qu'elle puisse être facilement diffusée sur les radios locales, notamment à Détroit. Eminem a invité 5 rappeurs à participer aux titres de l'album. Seulement 1 000 exemplaires de l'album sont produits.
Les sujets abordés dans l'album se concentrent autour de la naissance de sa fille, Hailie, des difficultés qu'il rencontre pour l'élever ainsi que la pauvreté et sa volonté de devenir riche et célèbre. Après la sortie de l'album, Eminem s'est replongé dans la drogue et l'alcool. Cette dépression s'achève par une tentative de suicide échouée. En 2009, le site internet de 50 Cent, "ThisIs50.com", a distribué l'album en téléchargement gratuit en promotion du très attendu retour sur le devant de la scène d'Eminem avec l'album Relapse.

## Accueil

### Accueil critique
Les rares critiques pour cet album sont assez mitigées. La rédaction d'AllMusic donne la note médiane de 2,5 étoiles sur 5 possibles. Cela dit, ce site ne présente aucune critique rédigée. WuChang du site Sputnikmusic donne quant à lui la note de 4 sur 5. Son avis est très favorable : 

« Un excellent premier album du rappeur qui est largement sous-estimé. Cet album donne une vision différente d'Eminem. »

 Le même journaliste a également loué les qualités d'écriture d'Eminem. Il affirme que si la production eut été meilleure et la demande plus forte, l'album aurait pu devenir un grand classique. Le site Rap Reviews donne la note de 5,5 sur 10. Jesal "Jay Soul" Padania, journaliste pour ce site, trouve que l'album manque d'émotions et encore une fois que son flow n'est pas encore maîtrisé. Il apprécie cependant des morceaux tels que It's OK ou Never 2 Far où il trouve les paroles bien écrites. Il juge que cet album est un peu la phase "Recherche et développement" de la carrière d'Eminem.

### Accueil commercial
L'album Infinite ne s'est vendu qu'à 1000 exemplaires. L'album a été reçu avec dérision par la communauté hip-hop de Détroit. Cet album a d'ailleurs valu à Eminem de nombreuses critiques à cause de son flow jugé trop proche de celui d'AZ. Eminem dit en repensant à cette période :

« Évidemment, j'étais jeune et j'étais influencé par de nombreux artistes. J'ai eu beaucoup de commentaires disant que mon flow ressemblait beaucoup à celui d'AZ. Infinite m'a permis d'essayer de trouver la manière dont je veux que mon rap sonne. Il m'a permis de grandir, de progresser. Je vois Infinite comme une démo qui a été un peu bâclée. »

 Désormais, l'album est considéré par les auditeurs et les critiques comme un bon album, à l'inverse des échos de l'époque.

## Liste des pistes
| No  | Titre                                       | Producteur(s) | Durée |
| --- | ------------------------------------------- | ------------- | ----- |
| 1.  | Infinite                                    | Denaun Porter | 4:04  |
| 2.  | W.E.G.O. (skit) (featuring Proof & DJ Head) | DJ Head       | 0:26  |
| 3.  | It's OK (featuring Eye-Kyu)                 | Denaun Porter | 3:33  |
| 4.  | Tonite                                      | Denaun Porter | 3:46  |
| 5.  | 313 (featuring Eye-Kyu)                     | Denaun Porter | 4:14  |
| 6.  | Maxine (featuring Kon Artis & Three)        | Denaun Porter | 3:58  |
| 7.  | Open Mic (featuring Thyme)                  | Denaun Porter | 4:06  |
| 8.  | Never 2 Far                                 | Denaun Porter | 3:41  |
| 9.  | Searchin' (featuring Eye-Kyu)               | Denaun Porter | 3:48  |
| 10. | Backstabber                                 | Denaun Porter | 3:26  |
| 11. | Jealousy Woes II                            | Denaun Porter | 3:20  |

## Samples
Deux chansons de l'album contiennent des samples. Il s'agit de Backstabber et de Jealousy Woes II.
Backstabber :
- Fuckin' Backstabber de Soul Intent
- Jealous de LL Cool J

Jealousy Woes II :
- Jealous de LL Cool J
- The World Is Yours de Nas
- Butter de A Tribe Called Quest

### Ouvrages récurrents
- (en) Anthony Bozza, Whatever You Say I Am: The Lifes and Times of Eminem, Crown Publishing Group, 2003

1. 1 2  (en) Anthony Bozza, « Whatever You Say I Am : The Life and Times of Eminem », Crown Publishing Group,‎ 2003 (ISBN 1-4000-5059-6)
2. ↑  (en) Anthony Bozza, « Whatever You Say I Am : The Life and Times of Eminem », Crown Publishing Group,‎ 2003 (ISBN 1-4000-5059-6)

- (en) Jesal Padania, Eminem: Infinite, Rap Reviews, 2008

1. 1 2  (en) Jesal Padania, « Eminem : Infinite », rap Reviews,‎ 2008

- (en) Jason Ankeny, Eminem: Biogreaphy, Allmusic, 2008

1. ↑  (en) Jason Ankeny, « Eminem : Biography », Allmusic,‎ 2008

### Autres sources
1. ↑  (en) « Infinite - Eminem / Songs, Reviews, Credits / AllMusic », sur allmusic.com (consulté le 5 octobre 2020).
2. ↑  « Eminem - Infinite (album review 5) », sur sputnikmusic.com (consulté le 28 juin 2023).
3. ↑  « Eminem :  : Infinite :  : Web Records », sur rapreviews.com (consulté le 28 juin 2023).
4. 1 2  (en) « Eminem biography », sur web archive (consulté le 22 avril 2013)
5. 1 2  (en) « Mr. Porter Talks Debut Album "tHe mEmO," Eminem's First Album "Infinite" » (consulté le 22 avril 2013)
6. ↑  (en) « As expected, "Devil's Night," by Eminem's side-project D12, easily debuts atop The Billboard 200, selling 372,000 units in the U.S., according to SoundScan. The numbers are not quite on par with the s » (consulté le 22 avril 2013)
7. ↑  (en) « Eminem's rare debut album released free online Read more at http://www.nme.com/news/eminem/44655#G4PmXaWbkAQas0dA.99 », sur NME (consulté le 22 avril 2013)
8. ↑  (en) « Eminem Infinite », sur Allmusic (consulté le 22 avril 2013)
9. 1 2 3  (en) « Eminem Infinite », sur sputnikmusic.com (consulté le 22 avril 2013)
10. ↑  (en) « Eminem :: Infinite :: Web Records », sur rapreviews.com (consulté le 22 avril 2013)